# Viktor Brázdil
Viktor Brázdil (8. února 1822 Rataje – 26. února 1872 Debrecín) byl moravský a rakouský právník a politik české národnosti, během revolučního roku 1848 poslanec Říšského sněmu.

## Biografie
Během revolučního roku 1848 se zapojil i do politiky. Ve volbách roku 1848 byl zvolen na ústavodárný Říšský sněm. Zastupoval volební obvod Holešov. Uvádí se jako právník. Patřil ke sněmovnímu bloku pravice, do kterého náležel český politický tábor, Národní strana (staročeši).
Uvádí se jako právník vídeňský z Kroměříže. Z hlediska národnosti je uváděn coby rozhodný Slovan.